# Sylvia Goebel
Sylvia Goebel (* 1952 in Köln) ist eine deutsche Malerin im Bereich abstrakte Acrylmalerei.

## Leben
Nach ihrem Studium in Cambridge und Lausanne absolvierte Sylvia Goebel ihre künstlerische Ausbildung in der Kunstakademie Bezabeel in Jerusalem und in privaten Ateliers in Israel. Seit 1986 arbeitet sie als freischaffende Malerin. Sie lebt in Hamburg.
Ihre abstrakten Acrylbilder werden seit 1990 international ausgestellt, u. a. im Schloss Reinbek, im Kunsthaus Wiesbaden, im Royal College of Art in London, im Palazzo Correr in Venedig sowie in Galerien in Stockholm, Sankt Petersburg, Hamburg, Aix-en-Provence, Basel, auf Mallorca und auf der Biennale International d’Art Miniature in Québec.
Sylvia Goebel wurde 1997 mit dem internationalen Kunstpreis Art Addiction in Stockholm ausgezeichnet. Ihre Werke wurden zum Teil von öffentlichen Instituten angekauft.

## Publikationen
- Sylvia Goebel: Die Kunst-Akademie, Acrylmalerei: Inspiration – Der Weg zum Bild. Englisch Verlag, Wiesbaden 2008, ISBN 978-3-8241-1343-9.
- Sylvia Goebel: Die Kunst-Akademie, Expressive Acrylmalerei: Die Sprache der Farben. Englisch Verlag, Wiesbaden 2009, ISBN 978-3-8241-1410-8.